# Man o' War (cavallo)
Zoccoli di tuono, sangue alle narici per la folle corsa.
Ricordate bambini, ovunque voi siate, portate con voi il sangue di Man o' War.»
(Anonimo)
Man o' War (Lexington, 29 marzo 1917 – Kentucky 1º novembre 1947) è stato un cavallo di razza purosangue inglese, campione negli USA.
Considerato il miglior cavallo da corsa di tutti i tempi, durante la sua carriera – dopo la prima guerra mondiale – si piazzò al primo posto in 20 delle 21 gare a cui prese parte, vincendo un totale di 249.465 dollari. Venne soprannominato "The Big Red" (il grande rosso) per il colore del suo mantello e per l'altezza al garrese superiore alla media dell'epoca. Questo soprannome venne ereditato nel 1972 da Secretariat, altro campione degli Stati Uniti.
Nella classifica dei 100 migliori cavalli da corsa statunitensi del XX secolo è posizionato al n. 1.

## La storia

### Le origini

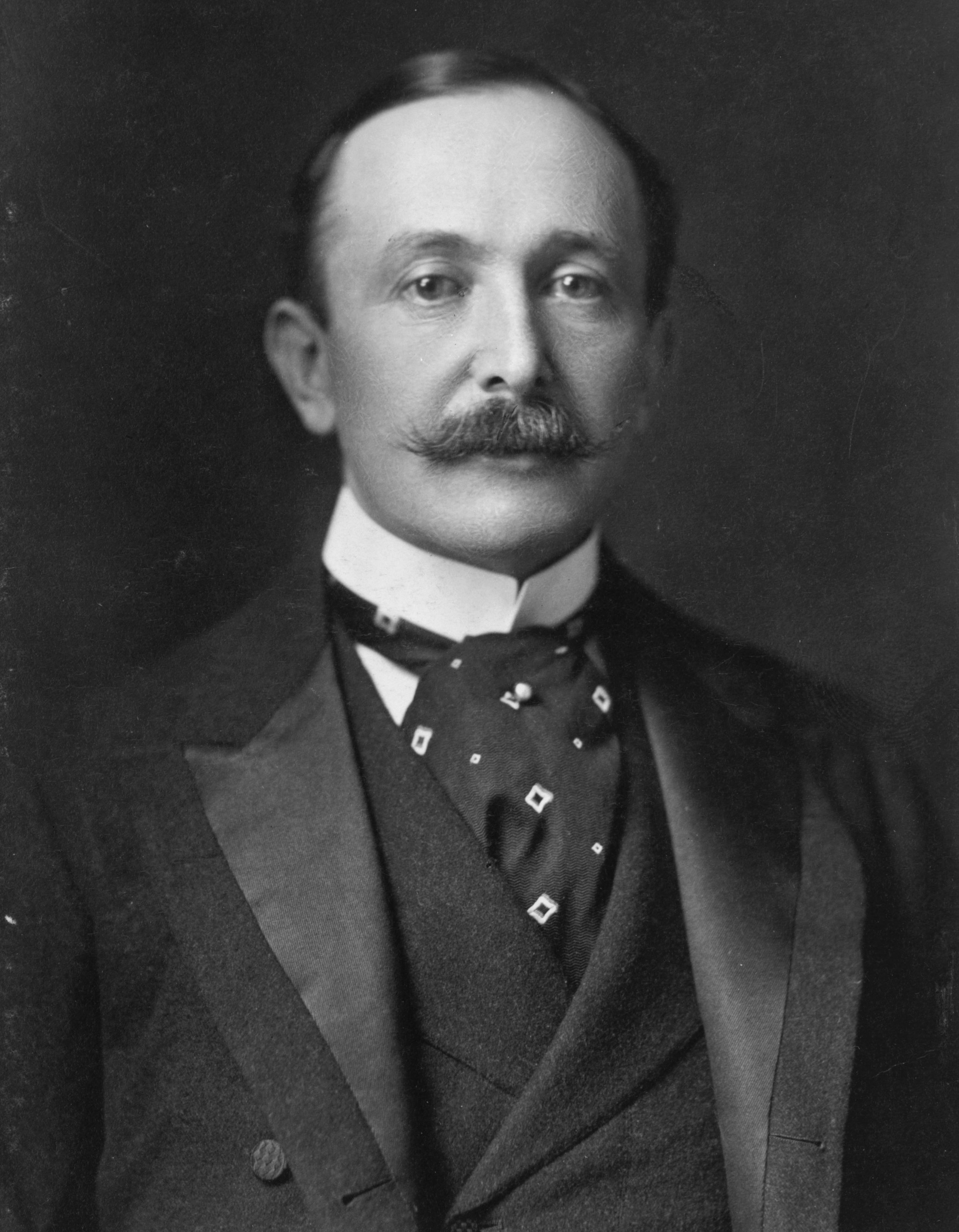
August Belmont Jr., primo proprietario di Man o' War

Man o' War nacque dallo stallone Fair Play e dalla giumenta Mahubah. Il suo primo allenatore fu il suo primo proprietario: August Belmont, Jr. (1851-1924). Belmont Jr. si arruolò nell'esercito degli Stati Uniti a 65 anni per dare una mano agli Alleati in Francia. Al suo ritorno la moglie diede nome al nuovo puledro My Man o' War (letteralmente il mio uomo di guerra), in onore di suo marito, ma alla registrazione del puledro la parola "my" fu eliminata. La famiglia Belmont decise di vendere le scuderie e i loro cavalli alla fiera ippica annuale di Saratoga del 1918 e Man o' War venne acquistato per la somma di 5.000 dollari da Samuel D. Riddle, suo ultimo proprietario, che lo portò alla sua fattoria Glen Riddle vicino a Berlin in Maryland.

### Secondo anno d'età
Allenato da Luis Feustel e montato dal fantino Johnny Loftus, il 6 giugno 1919 Man o' War debuttò al Belmont Park, contea di New York, stupendo il pubblico per la vittoria netta di 6 lunghezze. Tre settimane dopo vinse il Keene Memorial Stakes. Nei primi del Novecento le corse ippiche non contemplavano l'uso delle gabbie di partenza e i fantini coi loro cavalli dovevano disporsi dietro una cinghia, nota come "la barriera" (probabilmente una variante del canapo o canape che si usa nelle corse del palio) e la partenza veniva determinata dal sollevamento della stessa. L'unica sconfitta di Man o' War venne attribuita proprio a questo metodo di partenza, essendo il cavallo piazzatosi al contrario alla barriera.
Allo start infatti il fantino Johnny Luftus partì girato di 90° gradi e questo fece perdere al suo cavallo secondi preziosi. In più, durante la corsa, commise numerosi altri errori, andandosi a "inscatolare" tra altri cavalli in gara. Nonostante questo Man o' War perse la gara di sola mezza lunghezza, recuperando posizioni fino all'ultimo e gareggiando più veloce degli altri. Il cavallo che vinse la gara fu Upset. Durante i suoi primi due anni di vita Man o' War vinse 9 delle 10 corse alle quali venne iscritto.

### Terzo anno d'età
Nel 1920 fu negato il rinnovo della licenza da fantino a Johnny Loftus. Fu sostituito da Clarence Kummer e Loftus si ritirò e divenne un allenatore. All'età di 3 anni Man o' War non partecipò al Kentucky Derby perché il suo proprietario non voleva farlo gareggiare a causa della sua giovane età. Samuel D. Riddle infatti riteneva il suo cavallo non ancora maturo di affrontare una gara da corsa di un miglio e un quarto. Successivamente partecipò alla Preakness Stakes a Baltimora, Maryland, vincendola, e fu poi iscritto al Belmont Stakes, a Elmond, New York. In questa gara Man o' War staccò e vinse di ben venti lunghezze, battendo anche di 3 secondi il record che fino ad allora era detenuto da Sir Barton, un altro campione di razza.

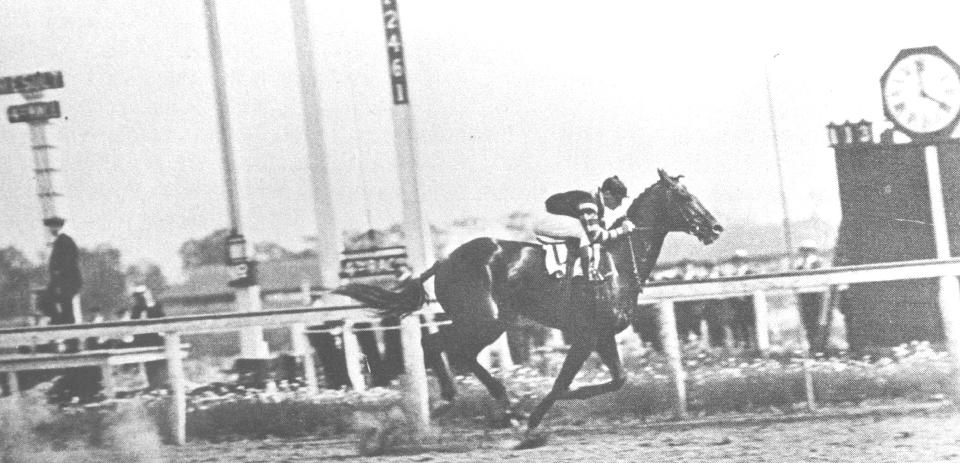
Man o' War taglia il traguardo al Stuyvesant Handicap - New York, 1920

Nello stesso anno partecipò e vinse la Dwyer Stakes a Long Island, New York, la Travers Stakes, a Saratoga Springs; la Stuyvesant Handicap nel Queens, New York e la Jockey Club Gold Cup. Alla fine della stagione, al Lawrence Realization Stakes, nessun proprietario di cavalli osava sfidare l'invincibile Man o' War, considerando il fatto che ogni gara alla quale partecipava era praticamente già vinta. Finalmente una nipote della signora Riddle, Sarah Jefford, decise di far gareggiare il suo campione Hoodwink in pista, ma Man o' War sorprese tutti vincendo la corsa di ben cento lunghezze e battendo il record del mondo stabilendo i 2:40 per la distanza di un miglio e cinque ottavi, record tuttora imbattuto sui circuiti ippici.
L'ultima corsa alla quale ha partecipato si è tenuta in Windsor, Ontario, Canada, nel circuito del Kenilworth Park Gold Cup, gara in cui fu filmato per la prima volta. Nel percorso Man o' War si batté con il grande Sir Barton che si trovava in vantaggio. Man o' War, senza tanti problemi, superò e batté di ben sette lunghezze il primo campione della Triple Crown of Thoroughbred Racing. Dopo questa ennesima vittoria l'imbattuto Man o' War venne ritirato dalle competizioni. Al momento della pensione dopo solo due anni di carriera Man o' War vantava 20 vittorie su 21 gare, tre record mondiali, due nazionali e tre record di pista.

## Generazioni di campioni

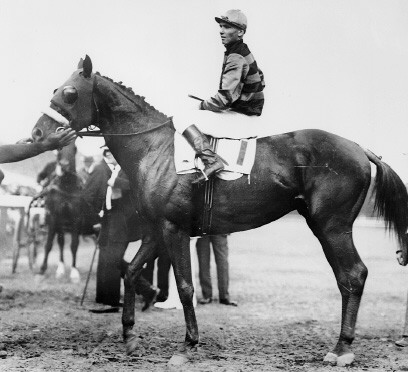
Sir Barton montato da Johnny Loftus al Preakness Stables nel 1919.

Come stallone, Man o' War generò un impressionante numero di fuoriclasse, generando 64 campioni di pista e 200 altri cavalli campioni in altre categorie ippiche. Generò tra gli altri Battleship (che vinse nel 1938 l'English Grand National) e War Admiral (che vinse nel 1937 la Triple Crown of Thoroughbred Racing). Inoltre, generò Hard Tack, che a sua volta fu il padre del leggendario Seabiscuit. Se si fa riferimento a grandi campioni attuali, guardando le loro genealogie, molti hanno qualche tipo di relazione con Man o' War.
Man o' War morì nel 1947 alla veneranda età di 30 anni. La causa della sua morte fu attribuita ad un attacco di cuore e questo avvenne ad una distanza molto breve dalla morte del suo groom di lunga data, Will Harbut. Alla sepoltura di Man o' War furono presenti più di duemila persone e divenne un evento seguito da una radiocronaca e da articoli sui giornali di tutto il mondo. Originariamente fu deposto alla Faraway Farm, luogo in cui trascorse i suoi ultimi anni, ma nel 1970 i suoi resti furono spostati in un nuovo sito al Kentucky Horse Park, dove come lapide venne deposta una statua raffigurante il grande campione, realizzata dallo scultore Herbert Haseltine.
Durante la vita di Man o' War, il proprietario Samuel D. Riddle ricevette numerose richieste di vendita del purosangue, ma rifiutò sempre di concludere l'affare sia per il talento che per l'affetto che lo legava al suo campione. Di seguito, la risposta all'offerta fattagli dal milionario W.P.Waggoner:
"Mr Waggoner, many men can have a million dollars, but only one can have Man o' War. I'm not interested in parting with him."
"Come on, Mr. Riddle, everything has its price."
"Go to France and bring back the sepulcher of Napoleon from Les Invalides, then to England

and buy the Crown Jewels, then to India and buy the Taj Mahal,

then I'll put a price tag on Man o' War."»
"Signor Waggoner, molti uomini possono avere un milione di dollari ma solo uno può avere Man o' War. Non ho intenzione di venderlo"
"Andiamo, signor Riddle, ogni cosa ha il suo prezzo"
"Vada in Francia e porti via il sepolcro di Napoleone da Les Invalides,
poi vada in Inghilterra e compri i gioielli della corona, poi vada in India e compri il Taj Mahal. Dopo, stabilirò il prezzo di Man o' War"»
Man o' War è presente nell'elenco della Hall of Fame dei cavalli da corsa dal 1957. In suo onore è stata istituita la Man o' War Stakes, gara che si corre sull'erba nel circuito del Belmont Park a New York. È presente al primo posto nella classifica dei 100 migliori cavalli da corsa americani del XX secolo, istituita dal periodico Blood Horse Magazine.

## Maggiori gare vinte
- Tremont Stakes (1919)
- Grand Union Hotel Stakes (1919)
- Sanford Stakes (1919)
- United States Hotel Stakes (1919)
- Hopeful Stakes (1919)
- Futurity Stakes (1919)
- Youthful Stakes (1919)
- Preakness Stakes (1920)
- Belmont Stakes (1920)
- Travers Stakes (1920)
- Jockey Club Gold Cup (1920)

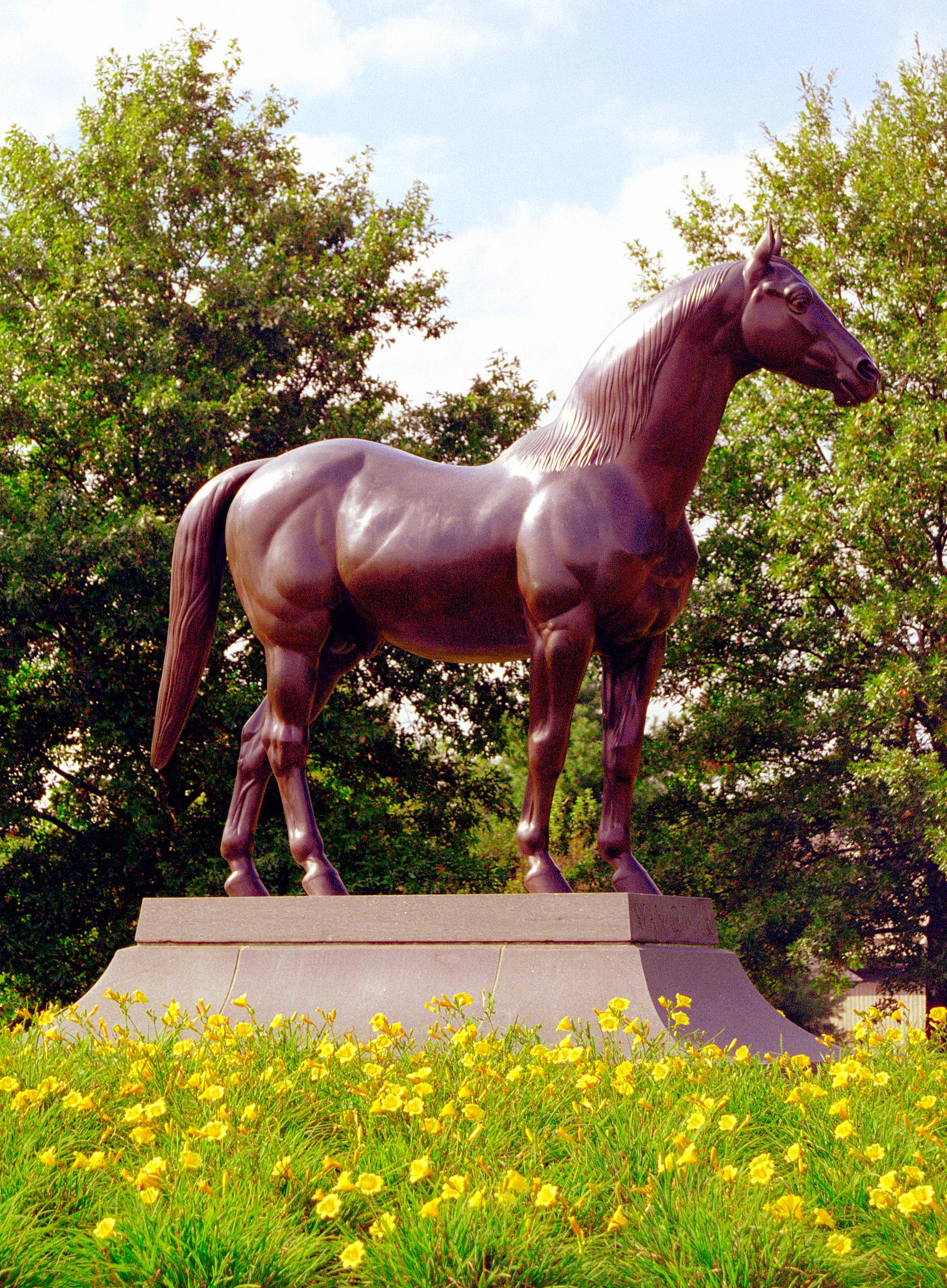
Statua in bronzo scala 1:1 di Man o' War al Kentucky Horse Park

- Lawrence Realization Stakes (1920)
- Withers Stakes (1920)
- Potomac Handicap (1920)
- Dwyer Stakes (1920)

## Premi speciali
- Campione dell'anno Stati Uniti - due anni d'età (1919)
- Cavallo dell'anno USA (1920)
- Stallone leader in Nord America (1926)

## Riconoscimenti e onorificenze
- Hall of fame dei cavalli da corsa Stati Uniti (1957)[11]
- Classifica dei 100 migliori cavalli da corsa americani del XX secolo (posizione n. 1)[5]
- Statua in bronzo scala 1:1 al Kentucky Horse Park
- Man o' War Stakes al Belmont Park, gara ippica istituita in suo onore
- Man o' War Boulevard a Lexington, Kentucky - Strada dedicata
- Man o' War Road in Riddlewood, Pennsylvania - Strada dedicata

## Record e montepremi vinti
| Anno   | Età    | Partenze | 1ª posiz. | 2ª posiz. | 3ª posiz. | Montepremi vinto |
| ------ | ------ | -------- | --------- | --------- | --------- | ---------------- |
| 1919   | 2      | 10       | 9         | 1         | -         | $83,325          |
| 1920   | 3      | 11       | 11        | -         | -         | $166,140         |
| Totale | Totale | 21       | 20        | 1         | -         | $249,645         |

## Pedigree
Pedigree di Man o' War:
| Padre Fair Play (1905) | Nonno Hastings (1893)    | - Spendthrift (1876) - Cinderella (1885) |
| Padre Fair Play (1905) | Nonna Fairy Gold (1896)  | - Bend Or (1877) - Dame Masham (1889)    |
| Madre Mahubah (1910)   | Nonno Rock Sand (1900)   | - Sainfoin (1887) - Roquebrune (1893)    |
| Madre Mahubah (1910)   | Nonna Merry Token (1891) | - Merry Hampton (1884) - Mizpah (1880)   |

## Man o' War nella cultura di massa
- Nel 1941, Walter Farley scrive la saga di "The black stallion"[14] ispirandosi alle gesta di Man o' War. Successivamente gli dedica una biografia.
- Page Cooper e Roger Treat, pubblicano nel 1950 una biografia intitolata "Man o' War".
- Nel 2006, Dorothy Ours scrive una nuova biografia su Man o' War intitolata "Man o' War: A Legend Like Lightning".
- Viene citato da Mickey Goldmill in Rocky III quando Mickey cerca di convincere Rocky al ritiro.